# Campeonato Sul-Mato-Grossense 1988
In 1988 werd het tiende Campeonato Sul-Mato-Grossense gespeeld voor voetbalclubs uit de Braziliaanse staat Mato Grosso do Sul. De competitie werd georganiseerd door de Federação de Futebol de Mato Grosso do Sul en werd gespeeld van 27 maart tot 17 juli. Operário werd kampioen. 

## Eerste fase
| Plaats | Club                    | Wed. | W  | G | V  | Saldo | Ptn. |
| ------ | ----------------------- | ---- | -- | - | -- | ----- | ---- |
| 1.     | Operário                | 18   | 13 | 3 | 2  | 29:6  | 29   |
| 2.     | Ubiratan                | 18   | 9  | 7 | 2  | 20:9  | 25   |
| 3.     | Douradense              | 18   | 8  | 7 | 3  | 21:8  | 23   |
| 4.     | Comercial               | 18   | 6  | 9 | 3  | 13:9  | 21   |
| 5.     | Comercial de Ponta Porã | 18   | 7  | 5 | 6  | 16:12 | 19   |
| 6.     | Taveirópolis            | 18   | 5  | 7 | 6  | 14:20 | 17   |
| 7.     | EASA                    | 17   | 5  | 4 | 8  | 12:16 | 14   |
| 8.     | Gianini                 | 17   | 5  | 4 | 8  | 6:15  | 14   |
| 9.     | Corumbaense             | 17   | 2  | 7 | 8  | 9:13  | 11   |
| 10.    | Aquidauana              | 17   | 0  | 3 | 14 | 5:37  | 3    |

|  | Geplaatst voor tweede fase |

## Tweede fase
In geval van gelijkspel won de club met het beste resultaat in de competitie. 
|  | Halve finale | Halve finale | Halve finale |          |   | Finale | Finale | Finale |
|  |              |              |              |          |   |        |        |        |
|  | Operário     | 0            |              |          |   |        |        |        |
|  | Comercial    | 0            |              |          |   |        |        |        |
|  | Comercial    | 0            |              | Operário | 1 | 1      |        |        |
|  |              |              |              |          | 1 | 1      |        |        |
|  |              | Ubiratan     | 1            | 0        |   |        |        |        |
|  | Ubiratan     | Ubiratan     | 1            | 0        | 2 |        |        |        |
|  | Ubiratan     |              |              |          | 2 |        |        |        |
|  | Douradense   | 0            |              |          |   |        |        |        |

### Kampioen
| Campeonato Sul-Mato-Grossense de 1988 |
| Mato Grosso do Sul                    |
| ------------------------------------- |
| OPERÁRIO Kampioen (6° titel)          |